# Ballyshannon
Ballyshannon (en gaèlic irlandès Béal Átha Seanaidh que vol dir "desembocadura del gual de Seannach") és una vila d'Irlanda, al comtat de Donegal, a la província de l'Ulster. Es troba al sud del comtat on les carreteres N3 i N15 creuen el riu Erne, i reclama ser la ciutat més vella d'Irlanda.

## Història
El nom de la vila fa referència a Seannach, un guerrer del segle V que fou enterrat allí. Hi ha jaciments arqueològics que daten del Neolític (4000 - 2500 aC) a Ballyshannon i les àrees del voltant, que representant assentaments i activitats rituals. També hi ha jaciments fulachta fiadh (turons cremats) que daten de l'edat del bronze (2500–500 aC) i un possible camí de matolls datat del Neolític descobert recentment després de la trobada d'una església medieval amb un cementiri que tenia nombrosos esquelets que daten entre 1100 i 1400. S'hi trobaren monedes de plata que daten dels regnats d'Enric III (1251-1276) i Eduard I (c.1280-1302), comptes d'os i peces de quars a les mans dels esquelets.
També s'hi ha trobat una tomba neolítica i la tomba d'Aodh Ruadh Ó Domhnaill sobre l'actual església de St. Anne de l'Església d'Irlanda, al turó de Mullgoose i que fou destruïda en 1798 quan s'hi construí una fortalesa. L'església del segle xviii i el cementiris dels pobres era conegut com a Sidh Aedh Ruaidh, el turó de Hugh el Vermell. El mot 'sheeman' (anglicització de sidh) a Mullgoose vol dir 'fades'. La creença popular atorga a l'interior dels turons creences màgiques sobre les fades, especialment a les dunes de Finner i al districte de Wardtown de Ballyshannon.

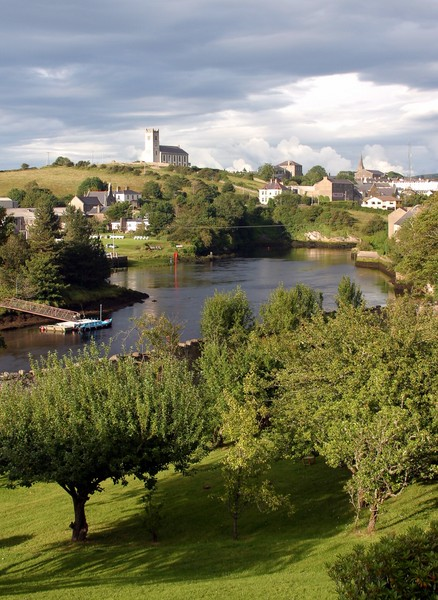
Lough Erne i Ballyshannon.

Segons els Annals de l'Ulster, els vikings atacaren l'illa d'Inishmurray en 795. Més tard remuntaren el riu Erne per atacar l'interior, cremant el monestir de Devenish Island en 822. Els Annals també recullen que 836 totes les esglésies del Loch Erne, jumtament amb Cluain Eois i Daimhinis (Devenish Island) foren destruïts pels "gentils". En 923 i 916 respectivament "una flota d'estrangers al Loch Erne va saquejar les illes del llac" i el territori dels voltants.
L'Enniskillen and Bundoran Railway (E&BR) va obrir una estació a Ballyshannon en 1868. La partició d'Irlanda en 1922 va convertir la frontera amb el comtat de Fermanagh en una frontera internacional. A partir d'aleshores l'únic enllaç ferroviari de Ballyshannon amb la resta de l'Estat Lliure Irlandès es feia via Irlanda del Nord i estava subjecte a demores per les inspeccions duaneres. El Govern d'Irlanda del Nord tancà moltes de les estacions de la xarxa GNR a la seva banda de la frontera en 1957, inclosa la que estava més a la vora de la frontera. Això no va donar una altra alternativa a la República que permetre el tancament de la línia de Ballyshannon entre la frontera i Bundoran. Posteriorment l'estació més propera a Ballyshannon era a Sligo en la República i Omagh a Irlanda del Nord fins que el 1965 la Ulster Transport Authority també clausurà la línia a Omagh.

## Agermanaments
- Grenay (Pas de Calais)
- Séné (Sine)

## Personatges il·lustres
- Rory Gallagher, músic de blues.